# A Military Judas
Pour plus de détails, voir Fiche technique et Distribution.
A Military Judas est un film muet américain réalisé par Thomas H. Ince et Jay Hunt, sorti en 1914.

## Fiche technique
- Titre : A Military Judas
- Réalisation : Thomas H. Ince, Jay Hunt
- Scénario : William H. Clifford, d'après son histoire
- Producteur : Thomas H. Ince
- Société de production : Broncho Film Company
- Société de distribution : Mutual Film
- Genre : Film dramatique
- Date de sortie : 
  - États-Unis : 7 janvier 1914

## Distribution
- Charles Ray : Jack Warren
- Robyn Adair : Jim Warren
- J. Barney Sherry : Robert Tole
- Florence Hale : Mme. Warren